# Kasteel Amerongen (film)
Kasteel Amerongen is een Nederlandse film uit 2011, geproduceerd door Annette Mosk, geschreven door Peter Greenaway en geregisseerd door Saskia Boddeke. De film ging in première (in kasteel Amerongen) op 1 juli 2011.

## Verhaal
Op de fundamenten van het oude kasteel herrijst een nieuw buitenhuis. Buitengewoon gezant Godard Adriaan van Reede, heer van Amerongen, is voor langere tijd in het buitenland en de herbouw staat grotendeels onder leiding van zijn vrouw Margaretha Turnor. Margaretha onderhoudt met haar man een intensieve briefwisseling over de voortgang van de bouw en de ontwikkelingen in de familie. Margaretha Turnor is de sleutelfiguur in de film en op een midzomerdag brengt haar man een kort bezoek aan Amerongen.

## Rolverdeling
- Margaretha Turnor — Anneke Blok
- Godard Adriaan van Reede — Gijs Scholten van Aschat
- Godard van Ginckel — Francis Broekhuijsen
- Sanne van Wierix — Maartje Teussink
- Gideon Momper — Fabian Jansen
- Oulder Bogarde — Hendrik Aerts
- Nelleke Trappen — Kitty Courbois
- Cor Brakel — Tim Assen
- Sophie Visbach — Sylvia Poorta
- Stefana Tromper — Chris Nietvelt
- Sara Boon — Lotje van Lunteren
- Hendrickje Boon — Zoë Sterre Greenaway
- Bart Boon — Piet Veenstra
- Ans Heiden — Sytske van der Ster
- Greet Heiden — Femke van der Ster
- Clara Bosch — Lotte Schmidt
- Lise de Vries — Sofieke de Kater
- Sakky Saskia Boskie — Sarah Jonker
- Johan Leiderdorp — Hendrik Aerts
- Thomas Vrax — Kes Blans
- Frederick Volkers — Derk Stenvers
- Thomas Cotinis — Hubert Fermin
- Evelien Cotinis — Lotte Schmidt
- Hans Blok — Iwan Walhain
- Femke Blok — Rikke Rasmussen Mechlenborg
- Gillis Codde — Jan Rot
- Marie Tilburg — Elisa Somsen
- Lydia Smulders — Rikke Rasmussen Mechlenborg
- Gesina Pardel — Lotte Schmidt
- Ruud Molester — Iwan Walhain
- Jos Houlderkircher — Sjaak Hartog
- Clementina van der Loo — Renee van Beek
- Ensign Gerard van Broeder — Lodewijk Gerretsen
- Douwe van Driel — Oscar Wagenmans
- Crispijn van der Visscher — Hendrik Aerts
- Carol de Graff — Frans de Wit
- Abraham Issacs — Laus Steenbeeke
- Zacharias van Uylenburg — Laus Steenbeeke
- Godfried Trip — Jochum ten Haaf
- Aleida (van) Wouters — Eva Damen
- Commodius Hermstede — Adrian Brine
- Osip Barouschka — Roger Smeets
- Jean-Baptiste Becampen — Gérard Lemaître
- Ekke Knolle — David de Vriend
- Herman Geelvinck —  Jon Marrée